# Canton de Châtellerault-Nord
Pour les articles homonymes, voir Châtellerault (homonymie).
Le canton de Châtellerault-Nord est un ancien canton français situé dans le département de la Vienne et la région Poitou-Charentes.

## Géographie
Ce canton était organisé autour de Châtellerault dans l'arrondissement de Châtellerault. Son altitude varie de 42 m (Châtellerault) à 144 m (Saint-Sauveur) pour une altitude moyenne de 92 m.

## Représentation

### Conseillers généraux de l'ancien canton de Châtellerault (jusqu'en 1973)
| Période | Période | Identité                                                    | Étiquette     | Qualité |
| ------- | ------- | ----------------------------------------------------------- | ------------- | --- |
| 1833    | 1842    | Pierre-François Martinet (1783-1866)                        |               | Maire de Châtellerault (1830-1835) |
| 1842    | 1848    | Paul Proa                                                   | Indépendant   | Industriel Maire de Châtellerault Député (1842-1848, 1849-1851), conseiller d'arrondissement                                                                                  |
| 1848    | 1852    | Hilaire Lerpinière (1787-1867)                              |               | Médecin, maire de Châtellerault (1848) Ancien conseiller général du Canton de Lencloître                                                                                      |
| 1852    | 1871    | Jean Jacques Eugène Delavault de Treffort de la Massardière |               | Maire de Châtellerault (1848-1863) |
| 1871    | 1919    | Alfred Hérault                                              | Centre gauche | Premier Président de la Cour des comptes (1909-1912) Président du Conseil Général Sous-secrétaire d'Etat (1885-1886) Député (1876-1885) Conseiller municipal de Châtellerault |
| 1919    | 1922    | Paul Lecler                                                 | Républicain   | Ingénieur à Châtellerault |
| 1922    | 1928    | Louis Ripault                                               | Rad.          | Avocat Maire de Châtellerault (1928-1941) |
| 1928    | 1940    | Aimé Tranchand                                              | Rad.ind.      | Enseignant Président du Conseil Général (1937-1940) Député (1919-1940) Conseiller municipal de Châtellerault Nommé conseiller départemental en 1943                           |
|         |         |                                                             |               | |
| 1945    | 1951    | Louis Ripault                                               | Rad.          | Avocat Chef de cabinet d'Édouard Herriot Maire de Châtellerault (1944-1953)                                                                                                   |
| 1951    | 1964    | Ernest Bouchet                                              | RS puis UNR   | Garagiste Député (1958-1962) |
| 1964    | 1973    | Pierre Abelin                                               | CD            | Directeur de sociétés Député (1945-1958 et 1962-1977) Maire de Châtellerault (1959-1977) Président du Conseil Général (1967-1977) Ancien Ministre                             |

### Conseillers d'arrondissement de Châtellerault (de 1833 à 1940)
Le canton de Châtellerault avait deux conseillers d'arrondissement.
| Période                                  | Période          | Identité                                   | Étiquette   | Qualité |
| ---------------------------------------- | ---------------- | ------------------------------------------ | ----------- | --- |
| 1833                                     | 1848             | Pierre Benjamin Contreau-Lecoq (1777-1862) |             | Avoué à Châtellerault                                                                                          |
| 1833                                     | 1837 (décès)     | Jacques Louis Proa-Creuze (1762-1837)      |             | Ancien contrôleur des contributions directes, Châtellerault                                                    |
| 1837                                     | 1842             | Paul Proa                                  |             | Industriel à Châtellerault                                                                                     |
|                                          |                  |                                            |             | |
|                                          | 1883             | M. Bonneault                               | Républicain | |
| av.1883                                  |                  | M. Papillault                              | Républicain | |
| 1883                                     | 1907             | Léopold Prévost-Maisonnay (1840-1925)      | Républicain | Suppléant du juge de paix, Premier adjoint au maire de Châtellerault                                           |
|                                          |                  |                                            |             | |
| 1901                                     | 1922 (décès)     | Théodose Champigny (1843-1922)             | Républicain | Viticulteur, maire de Thuré (1884-1922), greffier de la justice de paix, Président du Conseil d'arrondissement |
| juil.1907                                | déc.1907 (décès) | Camille de Hogues                          | Républicain | Ancien maire de Châtellerault (1896-1904)                                                                      |
| fév.1908                                 |                  | Camille Pagé                               | Républicain | |
| 1919                                     | 1925             | Emile Paris (1886-1979)                    |             | Propriétaire cultivateur de champignons à Châtellerault                                                        |
| 16 juil. 1922                            | 1925             | M. Bertrand                                | AD          | |
| 1925                                     | 1931             | René Audinet                               | SFIO        | Administrateur de la mutualité scolaire de Châtellerault                                                       |
| 1925                                     | 1931             | M. Gonneau                                 | Radical     | |
| 1931                                     | 1937             | Georges Pichard                            | Conc.rép    | |
| 1931                                     | 1937             | Gontran Tognard                            | Conc.rép    | Propriétaire à Saint-Sauveur                                                                                   |
| 1937                                     | 1940             | Jules Degenne                              | Radical     | Adjoint au maire de Châtellerault                                                                              |
| 1937                                     | 1940             | François-René Faulcon                      | Radical     | Agriculteur, maire de Thuré (1927-1959)                                                                        |
| 1940                                     |                  |                                            |             | Les conseils d'arrondissement ont été suspendus par la loi du 12 octobre 1940 et n'ont jamais été réactivés    |
| Les données manquantes sont à compléter. |                  |                                            |             | |

### Conseillers généraux du canton de Châtellerault-Nord (1973 à 2015)
| Période | Période      | Identité                               | Étiquette            | Qualité |
| ------- | ------------ | -------------------------------------- | -------------------- | --- |
| 1973    | 1977 (décès) | Pierre Abelin                          | CD puis UDF-CDS      | Directeur de sociétés Maire de Châtellerault (1959-1977) Député (1945-1958 et 1962-1977) Secrétaire d'Etat (1947-1948, 1952, 1955-1956) - Ministre (1974-1976) Président du Conseil Général (1967-1977)                                                  |
| 1977    | 2008         | Jean-Pierre Abelin (fils du précédent) | DVD puis UDF puis NC | Directeur-adjoint de service à la Banque de France Député (1978-1981, 1986-1988 et 1993-2012) Maire de Châtellerault depuis 2008 Président de la Communauté d'Agglomération du Châtelleraudais depuis 2008 Elu en 2015 dans le Canton de Châtellerault-3 |
| 2008    | 2015         | Valérie Champion                       | NC-UDI               | Chargée de mission au Rectorat de Poitiers pour la scolarisation des enfants handicapés Conseillère municipale de Châtellerault Elue en 2015 dans le Canton de Châtellerault-2                                                                           |

## Composition
- Ancien canton de Châtellerault (jusqu'en 1973):

Communes de Châtellerault, Colombiers, Naintré, Saint-Sauveur, Senillé, Targé et Thuré.
- Canton de Châtellerault-Nord (de 1973 à 2015) :

| Nom                       | Code Insee | Intercommunalité           | Population (dernière pop. légale)               |
| ------------------------- | ---------- | -------------------------- | ----------------------------------------------- |
| Châtellerault (chef-lieu) | 86066      | CA Grand Châtellerault     | Fraction : 13 544(2012) Commune : 31 722 (2014) |
| Saint-Sauveur             | 86245      | CA du Pays Châtelleraudais | 1 073 (2013)                                    |

## Démographie
| 1975 | 1982 | 1990   | 1999   | 2006   | 2011   | 2012   |
| ---- | ---- | ------ | ------ | ------ | ------ | ------ |
| -    | -    | 14 683 | 14 812 | 16 070 | 14 758 | 14 617 |

### Sources
1. ↑  « Journal officiel de la République française. Lois et décrets » , sur Gallica, 17 avril 1943 (consulté le 23 septembre 2020).
2. ↑  https://maitron.fr/spip.php?article91428, notice AUDINET René, version mise en ligne le 2 novembre 2010, dernière modification le 2 novembre 2010.
3. ↑  Structure de la population du canton de 1968 à l'année de la dernière population légale connue
4. ↑  Fiches Insee - Populations légales du canton pour les années 2006, 2011, 2012